# پاناویا تورنادو

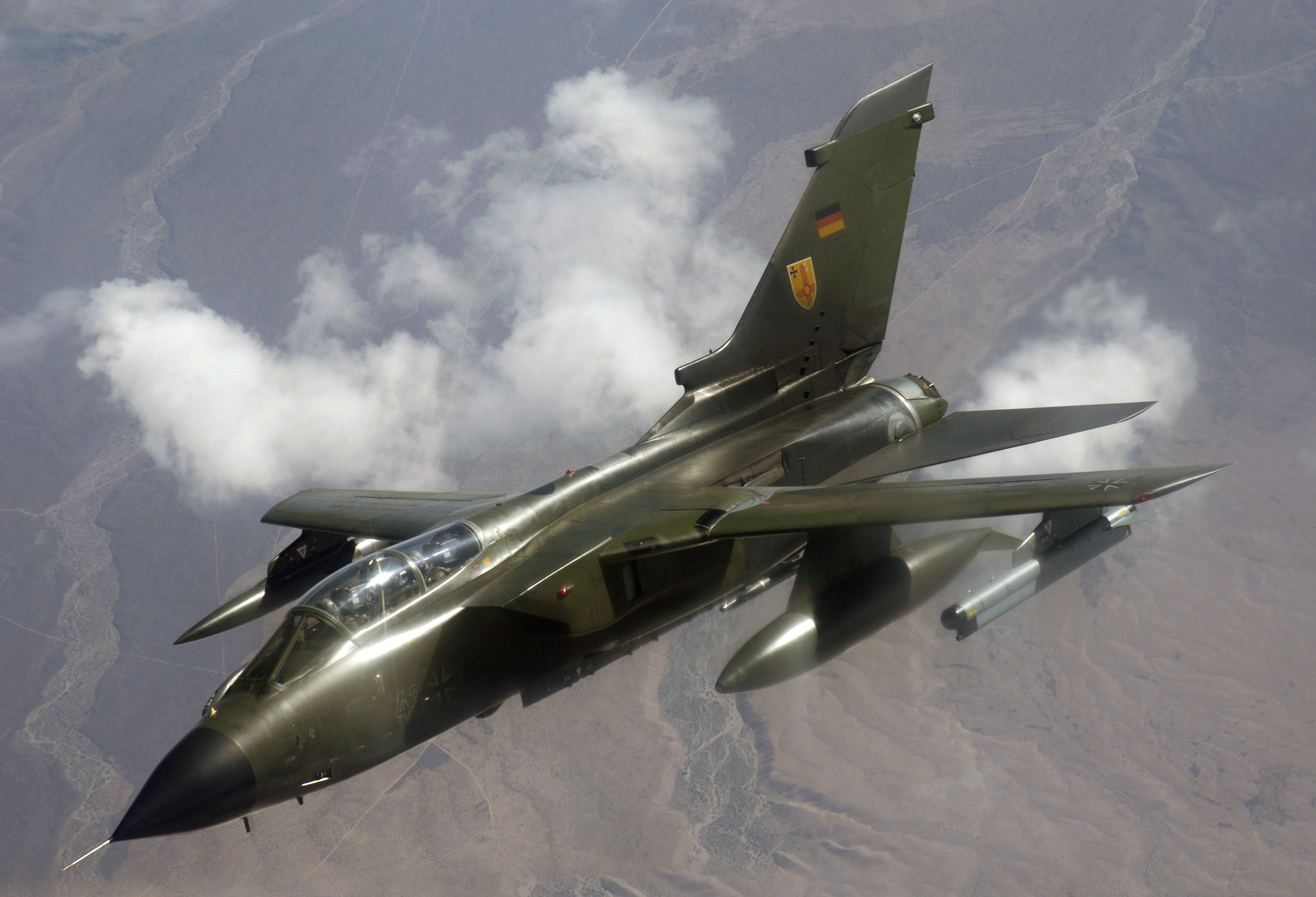
یک فروند تورنادو نیروی هوایی آلمان بر فراز نوادا، ایالات متحده آمریکا، آگوست ۲۰۰۷

پاناویا تورنادو (Panavia Tornado) یک جنگنده چندمنظوره، دو موتوره و بال متغیر که توسط یک کنسرسیوم سه ملیتی شامل: بریتانیا، ایتالیا، آلمان غربی ساخته شده بود، این جنگنده از دو موتور توربوفن Turbo-Union RB199-34R Mk 103 استفاده می‌کند و اولین جنگنده چند منظوره اروپایی بود.
این هواپیما در سه مدل اصلی ساخته شده‌است: مدل IDS جنگنده-بمب افکن برای حمله به اهداف زمینی، سرکوب دفاع هوایی، مدل ECR برای جنگ الکترونیک، مأموریت‌های شناسایی و مدل ADV به عنوان هواپیمای رهگیر و برتری هوایی.
از این جنگنده در جنگ اول خلیج فارس (جنگ عراق) برای آزادسازی کویت در سال ۱۹۹۱، جنگ یوگسلاوی، جنگ عراق (جنگ دوم خلیج فارس)، جنگ افغانستان، جنگ لیبی، و جنگ یمن استفاده شده‌است.
نخستین پیش نمونه این جنگنده در ۱۴ اوت ۱۹۷۴ به پرواز درآمد و در سال ۱۹۷۹ این جنگنده عملیاتی شد.
کاربران اصلی این جنگنده نیروی هوایی ایتالیا، نیروی هوایی آلمان و نیروی هوایی سلطنتی سعودی و نیروی هوایی سلطنتی بریتانیا هستند که البته بریتانیا این جنگنده را در ۱ آوریل ۲۰۱۹ بازنشسته کرد.

## کشورهای بکارگیرنده
آلمان

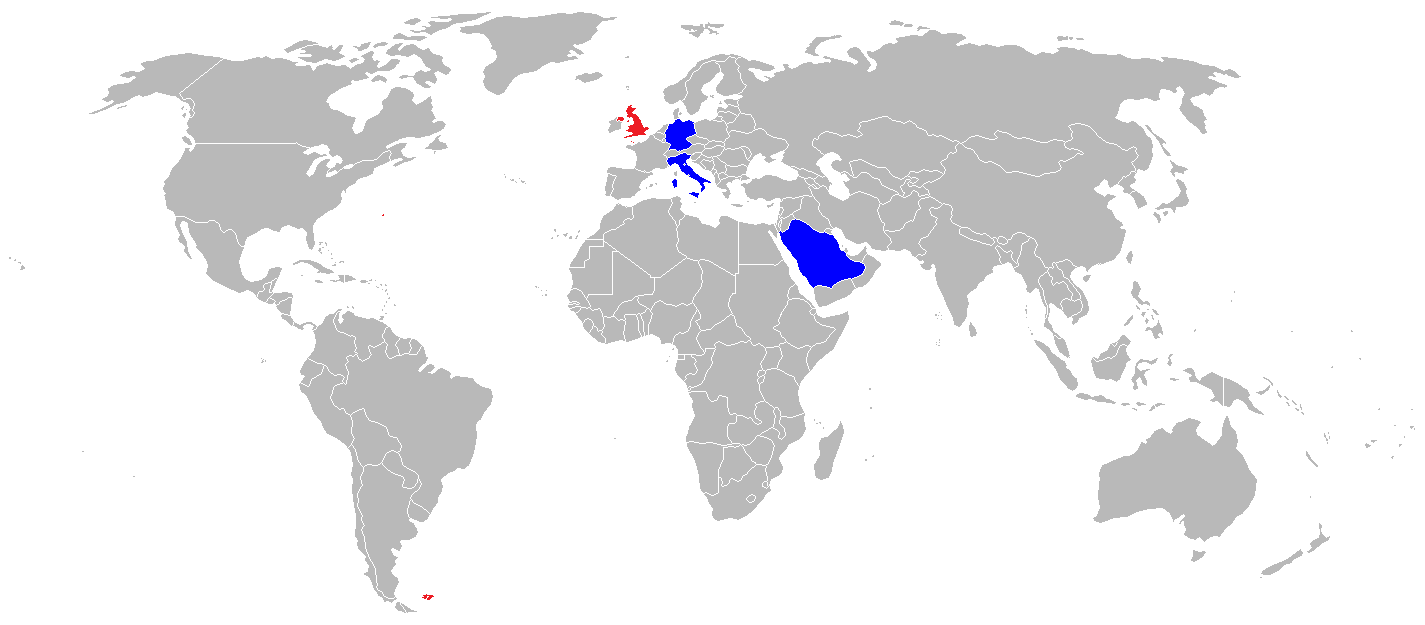
بکارگیرندگان پاناویا ترنادو

مجموعاً ۱۵۲ فروند در حال خدمت در لوفت‌وافه تا دسامبر ۲۰۱۱
 ایتالیا
مجموعاً ۷۸ فروند در حال خدمت در نیروی هوایی ایتالیا تا دسامبر ۲۰۱۱
 عربستان سعودی
مجموعاً ۸۲ فروند در حال خدمت در نیروی هوایی سلطنتی سعودی تا دسامبر ۲۰۱۱
۱فروند در فوریه ۲۰۲۰ توسط یمن سرنگون شد.
 بریتانیا
مجموعاً ۱۰۲ فروند سابقاً حضور در نیروی هوایی سلطنتی بریتانیا (بازنشسته شده در ۱ آوریل ۲۰۱۹)